# Partido di Zárate
Il partido di Zárate è un dipartimento (partido) dell'Argentina facente parte della provincia di Buenos Aires. Il capoluogo è Zárate. 

## Località
- Zárate
- Lima
- Barrio Saavedra
- Country Club El Casco
- Escalada
- Paraje Ortiz